# Caucaea alticola
Caucaea alticola là một loài thực vật có hoa trong họ Lan. Loài này được (Stacy) N.H.Williams & M.W.Chase mô tả khoa học đầu tiên năm 2001.